# Tangkit Baru
Tangkit Baru is een bestuurslaag in het regentschap Muaro Jambi van de provincie Jambi, Indonesië. Tangkit Baru telt 2568 inwoners (volkstelling 2010).